# الهلال الذهبي
الهلال الذهبي هو اسم منطقة جغرافية الذي يطلق على واحد من اثنين من المناطق الرئيسية في آسيا من إنتاج الأفيون غير المشروع والتي تقع في مفترق الطرق بين آسيا الوسطى وجنوب وغرب آسيا. هذا الفضاء يتداخل ثلاث دول، أفغانستان، إيران، وباكستان، والتي تحدد الهلال أطرافها الجبلية، على الرغم فقط أفغانستان وباكستان إنتاج الأفيون، مع إيران كونها طريقا المستهلك والشحن العابر للمخدرات المهربة.

أماكن زراعة الأفيون من بينها الهلال الذهبي

## تاريخ
الهلال الذهبي لديها تاريخ أطول بكثير من إنتاج الأفيون مما يفعل في جنوب شرق آسيا المثلث الذهبي. ظهرت المثلث الذهبي ككيان المنتجة للأفيون في العصر الحديث إلا في 1980s، وبعد فعل الهلال الذهبي حتى في 1950s. بدأت المثلث الذهبي إحداث تأثير ملموس على سوق الأفيون والمورفين في 1980s، وزادت بشكل مطرد إنتاجها منذ ذلك الحين من أجل تلبية الطلب المتزايد. خلال غزو أفغانستان في عام 2001، وردا على هجمات 11 سبتمبر الإرهابية، استغرق إنتاج الأفيون في الهلال الذهبي لضربة كبيرة، وتنتج ما يقرب من 90٪ أقل من الأفيون في عام 2000.
في ذروة إنتاج الأفيون في عام 2007، أنتجت الهلال الذهبي أكثر من 8000 ما يقرب من 9000 مجموع طن من الأفيون في العالم، احتكار القريب. كما يسيطر الهلال الذهبي السوق راتنج القنب بسبب غلة الراتنج عالية من المنطقة (145 كجم / هكتار)، وأربع مرات أكثر من المغرب (36 كجم / هكتار). ويستقبل الهلال الذهبي أيضا إلى السوق أكبر من ذلك بكثير، حوالي 64٪ أكثر من المثلث الذهبي. وتنتج وتوزع أكثر من 2،500 ميغاطن من المواد الأفيونية إلى أفريقيا وأوروبا والأمريكتين وآسيا الوسطى وتزود ما يقرب من 9.5 مليون متعاطي المواد الأفيونية في جميع أنحاء العالم.

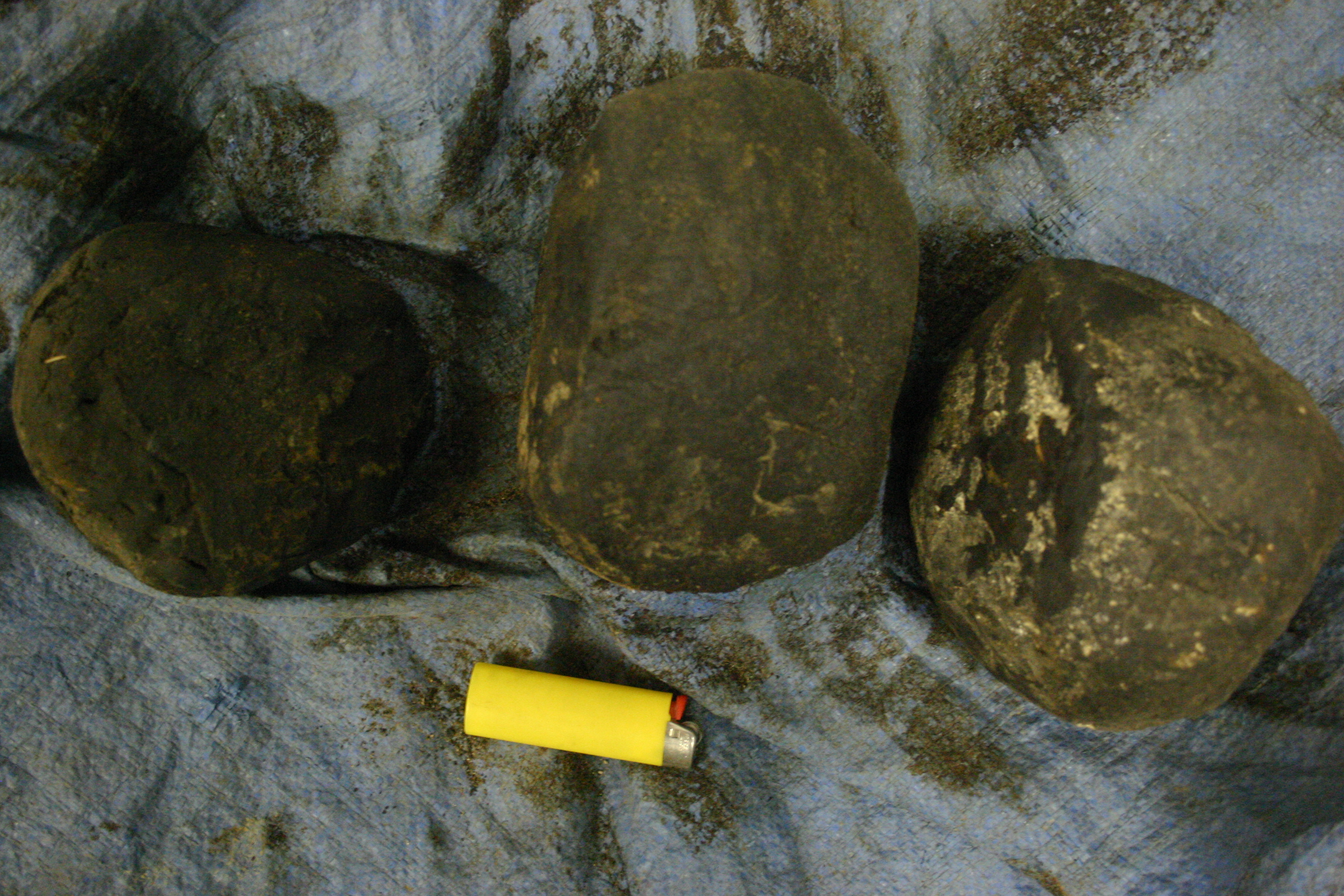
بعض من خام الأفيون ضبط في أفغانستان

على الرغم من الجهود العالمية لالتقاط والاستيلاء على الكثير من المنتجات الأفيون وقت ممكن، ومجموع مضبوطات المواد الأفيونية فقط في جلب 23.5٪ من مجموع الناتج المقدر توزيعها في جميع أنحاء العالم. من هذه النوبات يتم إجراء حوالي 97٪ من الأفيون والمورفين المضبوطات في الشرق الأوسط وتتم مصادرة الهيروين في الغالب في منطقة الشرق الأوسط أو أوروبا. في أفغانستان يتم اعتراضها واحد في المئة فقط من الهيروين التي يتم تصديرها بشكل غير قانوني ودمرت من قبل الحكومات الوطنية. على الرغم من أن أفغانستان هي أكبر منتج للمواد الأفيونية في الهلال الذهبي، مصنوعة معظم المضبوطات في إيران، جارتهم إلى الغرب. هذا هو لأنه يتم القبض على المهربين أثناء عبورهم الحدود من أفغانستان إلى إيران حتى يتمكنوا من توزيع المنتجات إلى أوروبا وأفريقيا، حيث هناك ارتفاع الطلب على المواد الأفيونية. غالبية هؤلاء المهربين الذين ينقلون المخدرات المنتجة في الهلال الذهبي أن يتم القبض في الجمارك في الشرق الأوسط هي الروسية، الأوزبك والطاجيك. في باكستان غالبية المتاجرين القبض هي 38 في المئة من النيجيريين و 32 في المئة من الباكستانيين.
هذه المتاجرين، ضرورية لنقل المخدرات من المصدر إلى المستخدم النهائي الأسواق، وتحقيق أرباح كبيرة بسبب مدى خطورة المهمة هي. ومن المرجح فوق المليون تقدير تقريبي لعدد الأشخاص الذين يشاركون حاليا في تهريب المخدرات. الغالبية العظمى من الأفيون المنتج في أفغانستان تأتي من محافظات قندهار وهلمند وهلمند كونها منتجا رئيسيا. من 5300 طن من الأفيون المنتج في أفغانستان، يتم تحويل 2700 طن إلى هيروين.وفي عام 2008، تم استخدام ما يقرب من نصف الهيروين المنتجة في إيران. على الرغم من أن أفغانستان هي أكبر منتج، وكان يستخدم 7٪ فقط هناك.